# Rhyacophila spinosellata
Rhyacophila spinosellata är en nattsländeart som beskrevs av Wolfram Mey 1995. Rhyacophila spinosellata ingår i släktet Rhyacophila och familjen rovnattsländor. Inga underarter finns listade i Catalogue of Life.